# 아시아의 인구

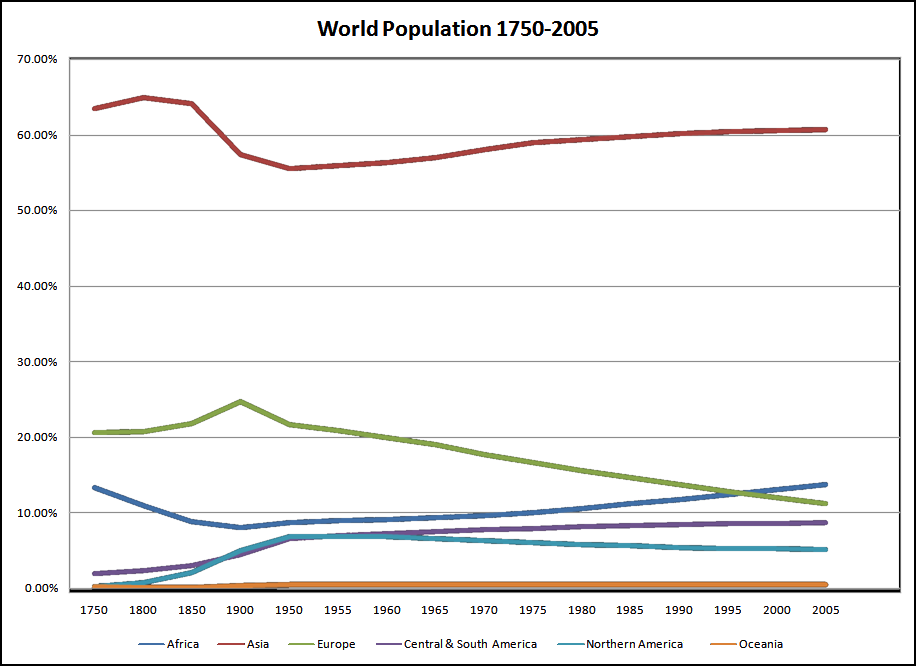
1705년부터 2005년까지 세계 인구의 각 대륙별 인구비중 그래프

전세계 국가별 인구 밀도 현황

아시아 대륙은 지구 면적의 29.4%를 차지하며 총인구는 약 45억명이다 (2015년 기준). 이는 세계 인구의 약 60%에 달한다. 2015년 기준으로 아시아에서 가장 인구가 많은 두 국가인 중국과 인도의 인구가 27억명 이상으로 추정된다. 아시아는 오는 2050년까지 그 인구가 52억 6,000만 명으로 증가해, 세계 인구의 약 54%에 달할 것으로 예측된다. 아시아의 인구성장률은 2015년 기준 1.2% 남짓이다. 나라별 인구 성장률은 다양하지만 서아시아 국가의 인구 성장률이 연 2% 이상이며, 특히 파키스탄은 연 2.4%를 기록하며 중국의 연간 인구성장률인 0.5%보다 약 5배에 달한다.

## 인구학적 동향
유엔의 인구추계에 의하면, 2015년 기준 아시아의 인구는 43억 9천 3백만 명으로, 전체 세계인구의 약 60%를 차지할 정도로 방대하다.
아시아 전체의 연평균 인구증가율은 1990-95년 1.6%에서 2010-15년 1%로 낮아졌으며, 2025-30년에는 0.57%로 더욱 낮아질 것으로 추계되지만, 인구증가세는 계속될 것으로 예상되었다.
|            | 총인구수 (2015) | 인구증가율 | 인구증가율 | 인구증가율 | 인구증가율 | 인구증가율 | 인구증가율 | 인구증가율 | 인구증가율 |
| ---------- | --------------- | ---------- | ---------- | ---------- | ---------- | ---------- | ---------- | ---------- | ---------- |
| 1990-1995  | 총인구수 (2015) | 1995-2000  | 2000-2005  | 2005-2010  | 2010-2015  | 2015-2020  | 2020-2025  | 2025-2030  |            |
| 아시아     | 4,384,844,000   | 1.61       | 1.30       | 1.18       | 1.10       | 1.03       | 0.88       | 0.72       | 0.57       |
| 동아시아   | 1,637,559,000   | 1.11       | 0.65       | 0.55       | 0.57       | 0.55       | 0.39       | 0.19       | 0.03       |
| 중앙아시아 | 66,172,000      | 1.16       | 0.73       | 0.94       | 1.34       | 1.4        | 1.26       | 1.02       | 0.79       |
| 남아시아   | 1,793,616,000   | 2.05       | 1.85       | 1.61       | 1.38       | 1.29       | 1.15       | 1.01       | 0.86       |
| 동남아시아 | 633,031,000     | 1.78       | 1.56       | 1.38       | 1.22       | 1.17       | 1.02       | 0.88       | 0.75       |
| 서아시아   | 254,467,000     | 2.28       | 1.99       | 2.24       | 2.42       | 1.88       | 1.6        | 1.36       | 1.18       |

아시아를 지역별로 세분해서 보면, 동아시아는 두번째로 인구규모가 큰 지역으로 2015년 기준, 16억 3천 8백만 명이 살고 있다. 동아시아는 몽골, 북한, 중국, 일본, 한국으로 구성되어 있으며 인구의 대부분은 중국(13억 7천 6백만 명)에 분포해 있다. 동아시아는 아시아 다섯 지역 중 인구증가율이 가장 낮은 곳이다. 향후 인구증가율은 더욱 낮아져서 2025-30년에 다다르면 인구변화가 거의 일어나지 않을 것으로 예상되었다.
아시아에서 가장 인구가 많은 지역은 남아시아로 17억 9천 4백만 명이 살고 있다. 남아시아는 네팔, 몰디브, 방글라데시, 부탄, 스리랑카, 아프가니스탄, 이란, 인도, 파키스탄으로 구성되어 있다. 전 세계에서 두 번째로 인구가 많은 인도를 비롯해서 방글라데시, 파키스탄 등의 인구규모가 큰 국가들이 남아시아에 포함되어 있다. 연평균 인구증가율은 2010-15년에 1.38%이며, 2025-30년에는 0.86%에 달할 것으로 예상된다. 동아시아와 비교해서 인구증가율이 더 높기 때문에 총인구수 격차는 더욱 벌어져 갈 것으로 보인다.
동남아시아의 인구규모는 6억 3천 3백만 명이다. 동티모르, 라오스, 말레이시아, 미얀마, 베트남, 브루나이, 싱가포르, 인도네시아, 캄보디아, 태국, 필리핀으로 구성되어 있다. 인구증가율은 남아시아보다 조금 낮은 수준이다.
서아시아에는 2억 5천 4백만 명이 살고 있으며, 18개 국가(레바논, 바레인, 사우디 아라비아, 시리아, 아랍에미리트, 아르메니아, 아제르바이잔, 예멘, 오
만, 요르단, 이라크, 이스라엘, 조지아, 카타르, 쿠웨이트, 키프로스, 터키, 팔레스타인)로 구성되어 있다. 2010-15년 연평균 인구증가율은 1.88%로 다섯 개 지역 중 가장 높은 수치를 보이고 있다. 2025-30년에도 1.18%를 보일 것으로 예상되어 아시아에서는 유일하게 1% 이상 인구증가율을 유지할 전망이다.
중앙아시아는 인구규모 6천 6백만 명에 우즈베키스탄, 카자흐스탄, 키르기스스탄, 타지키스탄, 투르크메니스탄으로 구성되어 있다. 1990-95년에 1.16%이었던 연평균 인구증가율이 1995-2000년에 0.73%까지 떨어졌다가 다시 반등하여 2010-15년에는 1.4%를 보이고 있다. 향후 인구증가율이 점차 감소세를보여 2025-30년에는 0.79%를 기록할 것으로 예상된다.
향후 아시아의 인구를 국가별로 보면, 인도, 파키스탄, 방글라데시, 인도네시아, 필리핀은 인구가 계속해서 빠르게 증가할 것이고, 중국은 인구증가는 한동안 계속되겠지만 그 속도는 둔화될 것이다. 반면 일본, 한국, 싱가포르에서는 인구감소를 경험하게 될 것이다. 
아시아의 합계출산율은 1990-95년의 2.96에서 지속적으로 감소해서 2010-15년 2.19를 기록하고 있으며, 2025-30년에는 2.02까지 떨어질 것으로 보인다. 이를 지역별로 살펴보면 동아시아 지역과 그 외의 지역간에 상당한 차별성이 있음을 알 수 있다. 동아시아는 1990-95년에 이미 대체출산율 수준인 2.0에 이르렀고, 2010-15년 현재 1.66을 보이고 있다. 2025-30년에는 소폭 상승하여 1.72를 기록할 것으로 예상된다.
| 연도      | 아시아 | 동아시아 | 중앙아시아 | 남아시아 | 동남아시아 | 서아시아 |
| --------- | ------ | -------- | ---------- | -------- | ---------- | -------- |
| 1990-1995 | 2.96   | 2.00     | 3.55       | 3.92     | 3.10       | 4.00     |
| 1995-2000 | 2.54   | 1.55     | 2.88       | 3.47     | 2.65       | 3.58     |
| 2000-2005 | 2.35   | 1.53     | 2.55       | 3.07     | 2.45       | 3.20     |
| 2005-2010 | 2.25   | 1.61     | 2.67       | 2.72     | 2.35       | 2.92     |
| 2010-2015 | 2.19   | 1.66     | 2.61       | 2.53     | 2.23       | 2.74     |
| 2015-2020 | 2.12   | 1.67     | 2.48       | 2.38     | 2.14       | 2.58     |
| 2020-2025 | 2.07   | 1.68     | 2.36       | 2.26     | 2.07       | 2.46     |
| 2025-2030 | 2.02   | 1.72     | 2.26       | 2.16     | 2.02       | 2.35     |

동아시아를 제외한 다른 지역에서는 1990-95년에 합계출산율이 3.0을 넘어서서 동아시아와는 1 이상의 차이를 보이고 있다. 이러한 격차는 이후 조금 줄어들지만 2010-15년 현재에도 2.0을 훌쩍 넘는 합계출산율 수준을 보이고 있다.
아시아의 기대수명은 1990-95년에 65.4세에서 지속적으로 연장되어 2010-15년 71.4세를 보이고있으며 2025-30년에는 74.1세까지 늘어날 것으로 전망 된다. 기대수명이 가장 긴 지역은 동아시아로 1990-95년에 71세이었던 것이 2010-15년 현재 76.4세를 기록하였고 2025-30년에는 78.6에 달할 것으로 보인다.
| 연도      | 아시아 | 동아시아 | 중앙아시아 | 남아시아 | 동남아시아 | 서아시아 |
| --------- | ------ | -------- | ---------- | -------- | ---------- | -------- |
| 1990-1995 | 65.41  | 71.03    | 65.01      | 59.86    | 65.94      | 67.52    |
| 1995-2000 | 66.66  | 71.92    | 64.30      | 61.74    | 67.45      | 69.40    |
| 2000-2005 | 68.76  | 74.45    | 65.38      | 63.73    | 68.94      | 71.08    |
| 2005-2010 | 70.28  | 75.52    | 66.28      | 65.51    | 70.34      | 72.24    |
| 2010-2015 | 71.42  | 76.39    | 66.98      | 66.91    | 71.41      | 73.41    |
| 2015-2020 | 72.44  | 77.20    | 67.72      | 68.14    | 72.39      | 74.47    |
| 2020-2025 | 73.32  | 77.92    | 68.41      | 69.25    | 73.30      | 75.46    |
| 2025-2030 | 74.13  | 78.58    | 69.07      | 70.25    | 74.16      | 76.37    |

기대수명이 가장 짧은 지역은 남아시아로 1990-1995년에는 59.9세로 60세에도 미치지 못하였으나, 2010-15년에는 66.9세를 기록하고 있다. 하지만 2025-30년에는 중앙아시아가 69.1세로 가장 짧은 기대수명을 보이는 지역이 될 것으로 예상된다. 동남아시아는 2010-15년 합계출산율이 2.23이다. 하지만 나라별로 상당한 변이를 보인다. 캄보디아, 라오스, 인도네시아는 2.5이상의 비교적 높은 수준을 보이지만 태국과 싱가포르는 한국과 유사한 저출산을 보인다. 2010-15년 기대수명은 71.4세이지만, 출산력과 마찬가지로 상당한 변이를 보인다. 싱가포르는 매우 높은 수준을 보이는 반면 캄보디아, 미얀마 등은 낮은 수준을 보인다. 더욱이 캄보디아, 베트남, 라오스는 1970년대 모두 내란을 겪었지만, 캄보디아를 제외하고는 기대수명은 그 기간동안 꾸준히 증가하였다. 하지만 캄보디아는 1970년대 후반 크메르루즈 정권하에서 기대수명의 급격한 하락을 경험하였다. 그 당시 사망자수는 150-200만으로 추정되고 있다. 크메르 정권이전 캄보디아 인구가 800만임을 감안하면 4-5명 중 1명이 사망했다는 것이다.
서아시아는 출산력 측면에서는 동아시아와 상당한 차이를 보였지만 사망력 측면에서는 유사한 특징을 보여준다. 2010-15년 73.4세를 기록 중이며 2025-30년에는 76.4세로 수명이 늘어나 동아시아와 간극을 더욱 좁힐 것으로 예상된다.
| 연도               | 아시아 | 동아시아 | 중앙아시아 | 남아시아 | 동남아시아 | 서아시아 |
| ------------------ | ------ | -------- | ---------- | -------- | ---------- | -------- |
| 0-14세 인구비율    | 24.5   | 16.8     | 29.1       | 29.6     | 26.5       | 30.1     |
| 15-64세 인구비율   | 68.0   | 72.2     | 66.0       | 65.0     | 67.5       | 64.8     |
| 65세 이상 인구비율 | 7.5    | 11.0     | 4.9        | 5.4      | 5.9        | 5.1      |
| 총부양비           | 47.0   | 38.6     | 51.5       | 53.7     | 48.1       | 54.3     |
| 유소년부양비       | 36.0   | 23.3     | 44.0       | 45.4     | 39.3       | 46.4     |
| 노영부양비         | 11.1   | 15.3     | 7.4        | 8.3      | 8.8        | 7.9      |

아시아 인구에서 생산가능인구는 전체의 68%를 차지하며, 0-14세 인구는 24.5%, 65세 이상인 노인인구는 7.5%였다. 이에 따라 유소년부양비 36%, 노년부양비 11%를 모두 고려한 총부양비는 47%를 기록하고 있다. 아시아에서 생산가능인구의 비중이 가장 큰 지역은 동아시아이다. 다른 지역이 60%대에 불과한 반면 동아시아는 72%가 생산가능인구이다. 이는 낮은 부양비로도 확인되는데, 동아시아의 총부양비는 38.6%에 불과하여 두 번째로 낮은 동남아시아의 48%와 10%p 이상의 차이를 보이고 있다. 부양비가 가장 높은 곳은 서아시아로 54.3%에 달한다.
동아시아의 특징적인 측면은 65세 이상인 고령층 인구비중이 크다는 점이다. 다른 지역의 경우 고령층이 5% 전후에 불과한 반면, 동아시아는 11%에 달한다. 따라서 다른 지역에서 총부양비의 대부분이 유소년부양비로 구성되어 있는 반면, 동아시아는 총부양비 38.6% 중 유소년부양비가 23.3%, 노년부양비가 15.3%로 노년부양비가 상당부분을 차지하고 있다.
동아시아의 낮은 합계출산율과 매우 긴 기대수명을 고려하면 향후 65세 이상 인구의 비중은 더욱 커져갈 것으로 예상되며 동시에 15-64세 생산가능인구의 비중은 축소될 것으로 예상된다. 반면에 다른 지역은 높은 출산율의 영향으로 생산가능연령대의 비중이 당분간 커져갈 것으로 보인다. 동아시아의 고령화가 빠르게 진행될 동안 아시아의 다른 지역에서는 앞으로도 한동안 젊은 연령구조를 갖게 될 것으로 보인다.

## 인구 통계

### 역사

#### 서기 1년부터 1820년까지의 아시아 인구 (백만 단위)
출처 : Maddison et al.
| 국가/연도     | 1년   | 1000년 | 1500년 | 1600년 | 1700년 | 1820년 |
| ------------- | ----- | ------ | ------ | ------ | ------ | ------ |
| 중국          | 59.6  | 59.0   | 103.0  | 160.0  | 138.0  | 381.0  |
| 인도          | 75.0  | 75.0   | 110.0  | 135.0  | 165.0  | 209.0  |
| 일본          | 3.0   | 7.5    | 15.4   | 18.5   | 27.0   | 31.0   |
| 한국          | 1.6   | 3.9    | 8.0    | 10.0   | 12.2   | 13.8   |
| 인도네시아    | 2.8   | 5.2    | 10.7   | 11.7   | 13.1   | 17.9   |
| 인도차이나    | 1.1   | 2.2    | 4.5    | 5.0    | 5.9    | 8.9    |
| 기타 동아시아 | 5.9   | 9.8    | 14.4   | 16.9   | 19.8   | 23.6   |
| 이란          | 4.0   | 4.5    | 4.0    | 5.0    | 5.0    | 6.6    |
| 터키          | 6.1   | 7.3    | 6.3    | 7.9    | 8.4    | 10.1   |
| 기타 서아시아 | 15.1  | 8.5    | 7.5    | 8.5    | 7.4    | 8.5    |
| 아시아 전체   | 174.2 | 182.9  | 283.8  | 378.5  | 401.8  | 710.4  |

#### 서기 1년부터 1998년까지 아시아의 세계 총인구 비중 (퍼센트)
| 국가/연도               | 1년   | 1000년 | 1500년 | 1600년 | 1700년 | 1820년 | 1870년 | 1913년 | 1950년 | 1973년 | 1998년 |
| ----------------------- | ----- | ------ | ------ | ------ | ------ | ------ | ------ | ------ | ------ | ------ | ------ |
| 일본                    | 1.3   | 2.8    | 3.5    | 3.3    | 4.5    | 3.0    | 2.7    | 2.9    | 3.3    | 2.8    | 2.1    |
| 중국                    | 25.8  | 22.0   | 23.5   | 28.8   | 22.9   | 36.6   | 28.2   | 24.4   | 21.7   | 22.5   | 21.0   |
| 인도                    | 32.5  | 28.0   | 25.1   | 24.3   | 27.3   | 20.1   | 19.9   | 17.0   | 14.2   | 14.8   | 16.5   |
| 기타 아시아             | 15.9  | 15.4   | 12.7   | 11.7   | 11.9   | 8.6    | 9.4    | 10.3   | 15.5   | 17.3   | 19.8   |
| 아시아 전체 (일본 제외) | 74.2  | 65.4   | 61.3   | 64.8   | 62.1   | 65.3   | 57.5   | 51.7   | 51.4   | 54.7   | 57.4   |
| 세계                    | 100.0 | 100.0  | 100.0  | 100.0  | 100.0  | 100.0  | 100.0  | 100.0  | 100.0  | 100.0  | 100.0  |

## 경제
아시아는 예로부터 제1세계로 분류되는 산업화 국가인 대한민국, 일본, 대만, 이스라엘을 제외하고는 대부분 제2세계로 간주된다. G20에 속한 아시아 국가로는 중화인민공화국, 일본, 대한민국, 인도, 인도네시아, 터키, 사우디아라비아가 있다. 이 중 일본은 G7에도 속하며, 중국과 인도는 G8 + 5에 속하는 동시에 브릭스로도 분류됐다.
아시아 국가의 인간 개발 지수는 낮음부터 매우 높음 분류까지 다양하다. 아래의 표는 2019년 보고서를 기반으로 아시아 국가 중 인간개발지수 상하위 10개국 순위이다.
| 순위                  | 국가           | 인간개발지수 | 인간개발지수 |
| 순위                  | 국가           | 2018년 순위  |              |
| --------------------- | -------------- | ------------ | ------------ |
| 인간개발지수 매우높음 |                |              |              |
| 1                     | 홍콩           | 0.939        |              |
| 2                     | 싱가포르       | 0.935        |              |
| 3                     | 일본           | 0.915        |              |
| 4                     | 이스라엘       | 0.906        |              |
| 5                     | 대한민국       | 0.906        |              |
| 6                     | 아랍에미리트   | 0.866        |              |
| 7                     | 키프로스       | 0.873        |              |
| 8                     | 사우디아라비아 | 0.857        |              |
| 9                     | 카타르         | 0.848        |              |
| 10                    | 브루나이       | 0.845        |              |

| 순위              | 국가         | 인간개발지수 | 인간개발지수 |
| 순위              | 국가         | 2018년 순위  |              |
| ----------------- | ------------ | ------------ | ------------ |
| 인간개발지수 낮음 |              |              |              |
| 1                 | 예멘         | 0.463        |              |
| 2                 | 아프가니스탄 | 0.496        |              |
| 3                 | 시리아       | 0.549        |              |
| 인간개발지수 보통 |              |              |              |
| 4                 | 파키스탄     | 0.560        |              |
| 5                 | 네팔         | 0.579        |              |
| 6                 | 캄보디아     | 0.581        |              |
| 7                 | 미얀마       | 0.584        |              |
| 8                 | 라오스       | 0.604        |              |
| 9                 | 방글라데시   | 0.614        |              |
| 10                | 부탄         | 0.617        |              |

## 민족
- 중앙아시아 민족 : 튀르크족, 이란족

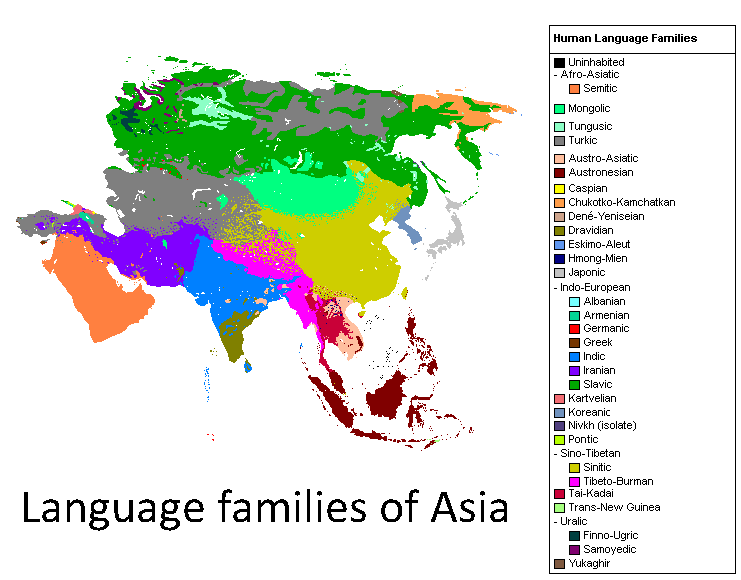
아시아의 어족

- 동아시아 민족 : 중국인 (역사), 중국티베트족, 일본인, 한국인, 몽골인
- 남아시아 민족 : 인도 민족, 파키스탄 민족, 드라비다인, 인도아리아인, 문다족
- 동남아시아 민족 : 오스트로네시아족, 타이 민족, 캄보디아 민족, 인도네시아 민족, 라오스 민족 필리핀 민족, 베트남 민족, 필리핀 민족, 베트남 민족
- 서아시아 민족 : 아랍인, 유대인, 사마리아인, 드루즈인, 코카서스인 (범대륙), 이란족과 소수민족, 이라크 민족, 투르크멘인, 튀르키예인

## 유엔 인구 통계
출처: 유엔 세계인구전망 2019
| 아시아의 인구   | 아시아의 인구   | 아시아의 인구     | 아시아의 인구     | 아시아의 인구     | 아시아의 인구    | 아시아의 인구     | 아시아의 인구     |
| 1950            | 1970            | 1990              | 2000              | 2005              | 2010             | 2015              | 2020              |
| --------------- | --------------- | ----------------- | ----------------- | ----------------- | ---------------- | ----------------- | ----------------- |
| 14억 490.9만 명 | ↗21억 4248만 명 | ↗32억 2609.9만 명 | ↗37억 4126.3만 명 | ↗39억 7798.6만 명 | ↗42억 959.4만 명 | ↗44억 3347.5만 명 | ↗46억 4105.5만 명 |

2019년 유엔 인구 통계
총인구: 46억 명
15세 미만 인구: 23.7%
15~24세 인구: 15.5%
25~64세 인구: 52.2%
65세 이상 인구: 8.6%
노인 부양 가능 인구(65세 이상 노인 1명당 25~64세 노동 인구): 6.1명
인구 성장률: 0.9%
조출생률(인구 1000명당): 16.0명
합계출산율: 2.13명
조사망률(인구 1000명당): 7.0명
영아사망률(1살 미만 1000명당): 24명
유아사망률(5세 미만 1000명당): 29명
출생시 기대수명: 73.6세